# Nhà văn hóa Bielski

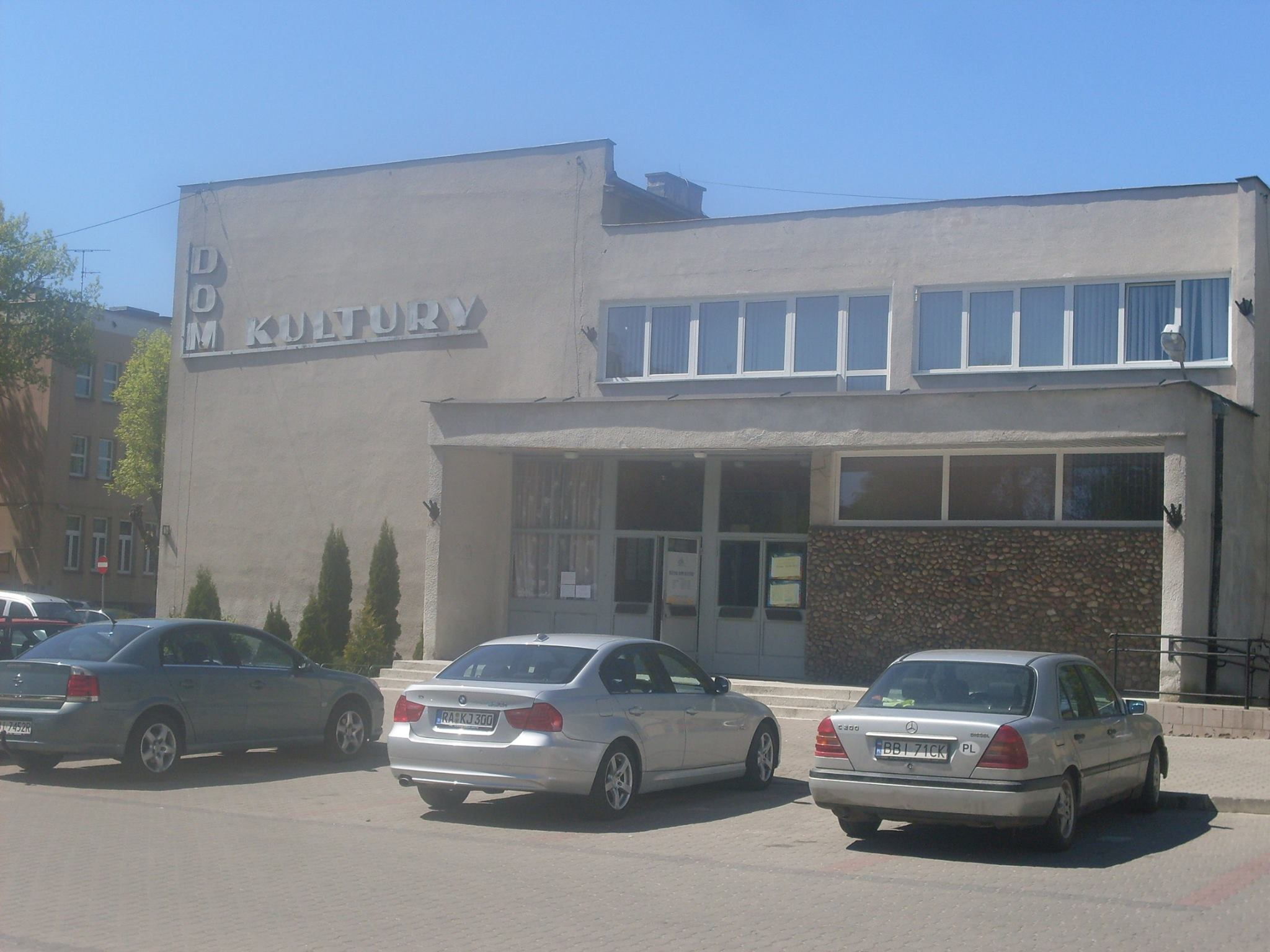
Nhà văn hóa Bielski

Nhà văn hóa Bielski (tiếng Ba Lan: Bielski Dom Kultury, viết tắt là BDK)  là Nhà văn hóa thành phố Bielski, tồn tại từ năm 1957. Nhà văn hóa tọa lạc tại số 3 đường Maja 2, Bielsk Podlaski.

## Lịch sử
Năm 1957, Nhà Cộng đồng Quận (PDK) được thành lập tại Bielsk Podlaski. Đây là nơi hoạt động của nhiều nhóm Hợp xướng, khiêu vũ,... và đào tạo chơi nhạc cụ như guitar, accordion, violin và mandolin. Trong những năm 1965-1974, tòa nhà được tái thiết, cải tạo lại. Tòa nhà đưa vào hoạt động vào tháng 9 năm 1974. Căn cứ sắc lệnh số 53/75 do Voivode Białystok ban hành vào ngày 31 tháng 7 năm 1975, Nhà Cộng đồng Quận đổi tên thành Nhà Cộng đồng Bielski.Từ năm 1990, hoạt động của Nhà Văn hóa Bielsko được Chính quyền Thành phố Bielsk Podlaski tài trợ. Đã từng có rạp chiếu phim "Znicz"  tại Nhà Văn hóa Bielsko.

## Quản lý
Người đứng đầu Nhà Văn hóa Bielsko đầu tiên là Mikołaj Jakowiuk. Từ 1957 đến 1974, người kế nhiệm lần lượt là là: Aleksander Morawski, Aleksy Karpiuk, Jan Wojciuk, và Stanisław Piasecki. Từ ngày 1 tháng 9 năm 1974 đến ngày 31 tháng 12 năm 1974, Teresa Sawicka là quản lý. Vào ngày 1 tháng 1 năm 1975, Sergiusz Łukaszuk quản lý của Nhà Văn hóa Quận. Cơ cấu tổ chức hiện tại của Nhà Văn hóa Bielsko:
- Giám đốc: Małgorzata Bil-Jaruzelska
- Kế toán trưởng: Nina Tymoszuk
- Khoa Giáo dục Nghệ thuật:

1. Trưởng bộ phận - bà Janina Halina Plutowicz
2. Hướng dẫn chính về nghệ thuật thị giác và nghệ thuật dân gian - thạc sĩ Maria Babulewicz
3. Giảng viên âm nhạc cao cấp và Tổ chức sự kiện âm nhạc - Justyna Porzezińska
4. Hướng dẫn viên trưởng Nhà hát - thạc sĩ Elżbieta Fionik
5. Hướng dẫn viên cao cấp về nghệ thuật, điều phối viên các dự án văn hóa - thạc sĩ Elżbieta Gerez

- Phòng Hành chính và Dịch vụ

1. Chuyên vận hành và bảo trì các thiết bị điện, nước,... - Bogusław Szulc
2. Chuyên gia dịch vụ kỹ thuật - Mariusz Gerez